# Selfie (bài hát)
"#Selfie" (cách điệu thành "#SELFIE") là một bài hát được sản xuất bởi bộ đôi DJ người Mỹ The Chainsmokers. Nó được phát hành ngày 29 tháng 1 năm 2014 bởi Dim Mak Records.

## Bối cảnh và quảng bá
The Chainsmokers đã chú ý về thuật ngữ "selfie" gần đây đã trở thành một trào lưu và họ muốn sử dụng trào lưu đó. Họ làm một bản demo của một bài hát trong đó có lời độc thoại của một người phụ nữ ở câu lạc bộ đêm nói về việc tự chụp ảnh đẹp. Nguồn cảm hứng tới từ những người phụ nữ bình thường tới câu lạc bộ mà nhóm Chainsmokers đã thấy khi dạo đêm ở Thành phố New York. Vậy nên khi sáng tác bài hát, họ muốn kết hợp câu nói "let me take a selfie" vào trong bài hát bằng cách nào đó. The Chainsmokers kể lại trong một buổi phỏng vấn với The Phoenix New Times,

Nói thật, "#Selfie" giống như một hiện tượng đối với chúng tôi. Chúng tôi làm ra nó và nghĩ nó thật vui nhộn rồi đăng nó lên như một bản chỉnh sửa. Rồi Dim Mak muốn mua nó, và họ mua nó từ chúng tôi và chính thức xuất bản nó và chúng tôi làm một video cho nó. Tất cả chỉ vì chúng tôi nghĩ rằng nó thật vui nhộn. Và rồi bài hát như tự bắt đầu cuộc sống của chính nó vậy. Điều đó thật ra rất tuyệt vì nó đã đem nhiều khán giả tới nghe nhạc của chúng tôi mà chúng tôi đam mê nhiều hơn.

Bộ đôi phát hành bài hát lên tài khoản SoundCloud của họ cùng với những bài đăng khác trên Vine và Instagram.

## Video âm nhạc
Một video âm nhạc cho bài hát cũng được phát hành, trong đó có gồm ảnh tự chụp thật của Steve Aoki, nhà sáng lập Dim Mak, Snoop Dogg, David Hasselhoff, siêu sao WWE Tyler Breeze, DJ người Canada A-Trak, Darth Vader, và Ian Somerhalder cùng với nhiều người khác. Oliver Luckett, CEO của hãng marketing mạng xã hội TheAudience, nói rằng bài hát "thật hoàn hảo". TheAudience đã giới thiệu Chainsmokers cho Aoki, giúp tạo nên video "#Selfie" và phát hành nó vào ngày 29 tháng 1 năm 2014, trên YouTube, dùng mạng lưới những người nổi tiếng để quảng bá nó. Theo Pall, "video vốn đã có sự lan truyền nhanh bên trong nó rồi, điều đó chắc chắn đã giúp nó trở thành một trào lưu".

## Danh sách bài hát
- Tải kỹ thuật số[10]

1. "#Selfie" – 3:03

- Đĩa đơn CD Đức[11]

1. "#Selfie" (Original Mix) – 3:04
2. "#Selfie" (Club Mix) – 4:01

- Remixes

1. "#Selfie" (Botnek Remix) – 3:36
2. "#Selfie" (Will Sparks Remix) – 3:52
3. "#Selfie" (Caked Up Remix) – 3:15

## Xếp hạng và chứng nhận
| Bảng xếp hạng (2014)                            | Vị trí xếp hạng cao nhất |
| ----------------------------------------------- | ------------------------ |
| Úc (ARIA)                                       | 3                        |
| Australia Dance (ARIA)                          | 3                        |
| Áo (Ö3 Austria Top 40)                          | 16                       |
| Bỉ (Ultratop 50 Flanders)                       | 14                       |
| Belgium Dance (Ultratop Flanders)               | 20                       |
| Bỉ (Ultratop 50 Wallonia)                       | 24                       |
| Canada (Canadian Hot 100)                       | 13                       |
| Cộng hòa Séc (Rádio Top 100)                    | 11                       |
| Cộng hòa Séc (Singles Digitál Top 100)          | 10                       |
| Đan Mạch (Tracklisten)                          | 9                        |
| Phần Lan (Suomen virallinen lista)              | 1                        |
| Pháp (SNEP)                                     | 55                       |
| Trường songid là BẮT BUỘC CHO BẢNG XẾP HẠNG ĐỨC | 38                       |
| Ireland (IRMA)                                  | 14                       |
| Hà Lan (Single Top 100)                         | 12                       |
| Hà Lan (Dutch Top 40)                           | 9                        |
| New Zealand (Recorded Music NZ)                 | 12                       |
| Na Uy (VG-lista)                                | 3                        |
| Ba Lan (Dance Top 50)                           | 21                       |
| Scotland (OCC)                                  | 7                        |
| Slovakia (Rádio Top 100)                        | 54                       |
| Slovakia (Singles Digitál Top 100)              | 27                       |
| Tây Ban Nha (PROMUSICAE)                        | 45                       |
| Thụy Điển (Sverigetopplistan)                   | 2                        |
| Sweden Dance (Sverigetopplistan)                | 2                        |
| Thụy Sĩ (Schweizer Hitparade)                   | 33                       |
| Anh Quốc (OCC)                                  | 11                       |
| Anh Quốc Dance (OCC)                            | 5                        |
| Hoa Kỳ Billboard Hot 100                        | 16                       |
| Hoa Kỳ Dance Club Songs (Billboard)             | 8                        |
| Hoa Kỳ Hot Dance/Electronic Songs (Billboard)   | 1                        |
| Hoa Kỳ Pop Airplay (Billboard)                  | 14                       |
| Hoa Kỳ Rhythmic (Billboard)                     | 23                       |

| Bảng xếp hạng (2014)      | Vị trí |
| ------------------------- | ------ |
| Úc (ARIA)                 | 100    |
| Canada (Canadian Hot 100) | 86     |
| Đan Mạch (Hitlisten)      | 48     |

| Quốc gia | Chứng nhận  | Số đơn vị/doanh số chứng nhận |
| --- | ----------- | ----------------------------- |
| Úc (ARIA) | Bạch kim    | 70.000^                       |
| Canada (Music Canada) | Bạch kim    | 80.000*                       |
| Ý (FIMI) | Bạch kim    | 0‡                            |
| Thụy Điển (GLF) | 3× Bạch kim | 60.000‡                       |
| Anh Quốc (BPI) | Bạc         | 200.000‡                      |
| Hoa Kỳ (RIAA) | Bạch kim    | 1.000.000‡                    |
| Streaming |             |                               |
| Đan Mạch (IFPI Đan Mạch) | Bạch kim    | 2,600,000^                    |
| * Chứng nhận dựa theo doanh số tiêu thụ. ^ Chứng nhận dựa theo doanh số nhập hàng. ‡ Chứng nhận dựa theo doanh số tiêu thụ và phát trực tuyến. |             |                               |

## Lịch sử phát hành
| Khu vực | Ngày                | Định dạng       | Nhãn đĩa |
| ------- | ------------------- | --------------- | -------- |
| Hà Lan  | 28 tháng 2 năm 2014 | Tải kỹ thuật số | Dim Mak  |
| Thụy Sĩ | 28 tháng 2 năm 2014 | Tải kỹ thuật số | Dim Mak  |